# Troy Aikman
Troy Kenneth Aikman (* 21. November 1966 in West Covina, Kalifornien), Nickname: „Roy“ oder „The Godfather“ ist ein ehemaliger US-amerikanischer American-Football-Spieler auf der Position des Quarterbacks. Er spielte in der National Football League (NFL) für die Dallas Cowboys, die er zu drei Super-Bowl-Siegen führte, und ist Mitglied der Pro Football Hall of Fame.

## Spielerlaufbahn

### Highschool
Aikmans Familie zog von Kalifornien nach Henryetta, Oklahoma. Mit zwölf Jahren spielte Aikman dort in der Highschool-Football, kam allerdings zunächst auf der Position eines Fullbacks zum Einsatz, obwohl er in Kalifornien bereits Quarterback gespielt hatte. Im zweiten Jahr konnte er dann auf die Position des Quarterbacks wechseln, da er in der Lage war, aus dem Stand einen Football 65 Yards weit zu werfen. Aikman war beim Spiel die Ruhe in Person und wurde daher von seinem Trainer auch „Iceman“ genannt. Bereits auf der Highschool wurde er in die Auswahlmannschaft berufen.

### College
Troy Aikman musste sich schon in frühen Jahren zwischen Baseball und American Football entscheiden. Unmittelbar nach der Highschool, auf der er auch Baseball gespielt hatte, lag ihm ein Angebot der New York Mets vor. Aikman entschied sich jedoch für eine Karriere als Footballspieler, da ihm im Jahr 1984 nach einem Trainingslager von seinem späteren Head Coach Barry Switzer ein Stipendium angeboten wurde.
Aikman spielte 1985 und 1986 zunächst zwei Jahre College Football für die Oklahoma Sooners, die Collegemannschaft der University of Oklahoma. In Oklahoma lief Aikman als Starting-Quarterback auf, verlor diese Position aufgrund einer Verletzung aber an Jamelle Holieway. Die Sooners konnten mit Holieway 1985 die Meisterschaft der NCAA gewinnen. Da der Head Coach der Sooners, Barry Switzer, gezwungen war, mit Holieway als Quarterback auch das Spielsystem zu ändern –, es wurde mehr Wert auf das Laufspiel gelegt – und Holieway mit dem neuen System gut klarkam, sah Aikman bei den Sooners keine Zukunft mehr und wechselte 1986 für drei Jahre zu den UCLA Bruins, der Mannschaft der University of California, Los Angeles, nachdem er zuvor ein Angebot der University of Miami ausgeschlagen hatte.
Die Bruins legten bei ihrem Spielsystem mehr Wert auf das Passspiel, was Aikman entgegenkam. Nachdem er im ersten Jahr aufgrund seines Wechsels noch gesperrt war und sich dadurch sein Collegestudium auf fünf Jahre verlängerte, konnte er 1987 und 1988 für die Bruins als Starting-Quarterback auflaufen. 1987 gewann er mit seinem Team den Aloha Bowl mit 20:16 gegen die Mannschaft der University of Florida. Am 2. Januar 1989 gewann er erneut ein Bowlspiel, diesmal spielten die Bruins in Dallas im Cotton Bowl und gewannen gegen die University of Arkansas mit 17:3. Während seiner Collegezeit in Kalifornien warf Aikman, der durch seine souveräne Spielgestaltung auffiel, insgesamt 41 Touchdownpässe und hatte das dritthöchste Quarterback Rating in der Geschichte des amerikanischen Collegesportverbandes (NCAA).

### NFL
1989 wurde Aikman vom damals schlechtesten Team der NFL, den Dallas Cowboys, als erster Spieler der NFL Draft 1989 ausgewählt. Der neue Eigentümer der Cowboys, Jerry Jones, der kurz nach der Verpflichtung von Aikman den legendären Trainer Tom Landry entlassen hatte, etablierte Jimmy Johnson als neuen Head Coach der Mannschaft. Ihnen gelang es durch eine geschickte Einkaufspolitik und durch die Abgabe von älteren Spielern, wie dem Runningback Herschel Walker, im Gegenzug für Draftrechte von anderen Mannschaften, die Cowboys sukzessive durch junge, erfolgshungrige Spieler zu verstärken. Als Rookies gedraftet beziehungsweise von anderen Clubs verpflichtet wurden unter anderem der Runningback Emmitt Smith, der Wide Receiver Alvin Harper, der Fullback Daryl Johnston, der Tight End Jay Novacek oder der Offensive Tackle Erik Williams. Darüber hinaus gelang es dem bereits bei den Cowboys spielenden Wide Receiver Michael Irvin, einen Kreuzbandriss zu überwinden. Er entwickelte sich zu einem der besten Passempfänger der NFL-Geschichte. Dem Quarterback Aikman, der sich in der ersten Saison noch eine schwere Schulterverletzung zugezogen hatte und zeitweise durch Steve Walsh ersetzt werden musste, stand damit eine hervorragende Offensive Line und mehrere herausragende Ballträger und Passempfänger zur Verfügung. Nachdem auch die Defense stark verbessert wurde, war der Grundstein für den Erfolg der Mannschaft gelegt. Sie entwickelte sich zu einem der dominierenden Footballteams der 90er Jahre und hatte in Troy Aikman einen der erfolgreichsten Quarterbacks in der Geschichte der NFL.
Aikman gewann mit seiner Mannschaft insgesamt dreimal den Super Bowl – im Endspiel der Saison 1992 im Super Bowl XXVII gegen die Buffalo Bills mit 52:17, im Endspiel der Saison 1993 im Super Bowl XXVIII erneut gegen die Mannschaft aus Buffalo mit 30:13 und im Endspiel der Saison 1995 im Super Bowl XXX mit seinem neuen Head Coach und ehemaligen Trainer im College, Barry Switzer, gegen die Pittsburgh Steelers mit 27:17. Alleine in diesem Spiel gelangen ihm vier Touchdowns ohne eine einzige Interception.
1994 war für Aikman auch ein finanziell sehr erfolgreiches Jahr. Mit einem Jahresverdienst von 1 Million US-Dollar war er einer der am schlechtesten bezahlten Stammquarterbacks der Liga. Der Eigentümer der Cowboys, Jerry Jones, der auf längere Zeit mit Aikman plante, verlängerte daraufhin den Vertrag bis zum Ende des Jahrtausends und garantierte Aikman ein Einkommen von 50 Millionen US-Dollar. 11 Millionen davon wurden ihm sofort als Handgeld ausbezahlt.
Trotz seiner herausragenden sportlichen Leistungen verlief Aikmans Karriere nicht ungestört. So häuften sich die Verletzungen. Insbesondere Gehirnerschütterungen machten ihm das Leben schwer. Letztendlich war es auch eine solche Verletzung, die zum vorzeitigen Karriereende des Quarterbacks im Jahr 2000 beitrug. LaVar Arrington, Linebacker der Washington Redskins, hatte ihn derart hart getroffen, dass er verletzt vom Spielfeld musste. Nach dieser letzten Gehirnerschütterung beendete er seine Laufbahn.
In seiner Profikarriere gelangen Aikman 165 Touchdownpässe während der Regular Season bei 141 Interceptions. Er erzielte damit einen Raumgewinn von 32.942 Yards. Dazu kommen neun Touchdowns, die er selbst erlaufen konnte. In den Play-offs gelangen ihm 24 Touchdowns bei 17 Interceptions. 63,7 Prozent seiner Pässe konnten bei Play-off-Spielen durch eigene Spieler gefangen werden. Zum Zeitpunkt seines Rücktrittes hielt Troy Aikman insgesamt 47 Pass-Rekorde der Dallas Cowboys (teilweise mit anderen Spielern zusammen).

## Ehrungen (Auswahl)
In den Jahren 1991 bis 1996 spielte Aikman sechsmal im Pro Bowl und wurde dreimal zum All-Pro gewählt. Aikman wurde in seinem ersten Super Bowl zum Super Bowl MVP gewählt. Er wurde nach seiner Laufbahn in den Dallas Cowboys Ring of Honor aufgenommen. Für seine Leistungen wurde er im Jahr 2006 in die Pro Football Hall of Fame gewählt. 1999 wurde er bereits in die UCLA Hall of Fame berufen. Von der Zeitung The Sporting News wurde er zu einem der besten 100 Footballspieler aller Zeiten gewählt. Aikman erhielt zahlreiche Auszeichnungen als Footballspieler in der Highschool und auf dem College. 2008 wurde Aikman in die College Football Hall of Fame und 2010 in die Oklahoma Sports Hall of Fame gewählt. Er ist Mitglied in der Texas Sports Hall of Fame.

## Nach der Karriere
Aikman blieb seinem Sport auch nach seiner Profikarriere treu. So moderiert und analysiert er im Rundfunk, wie auch im Fernsehen mehrere Sportsendungen. Zudem war er bis 2009 mit Roger Staubach Besitzer des NASCAR-Teams Hall of Fame Racing. Seit 2009 ist Aikman Mitbesitzer der San Diego Padres.
Der Country-Musik-Fan Aikman ist verheiratet und hat drei Kinder, darunter eine Stieftochter aus der ersten Ehe seiner Frau. Aikman ist sozial engagiert, versucht, Kinder durch Vorträge vom Rauchen abzuhalten, und hat eine eigene Stiftung, die sich der Förderung von Kindern und Jugendlichen widmet. In dem Sportfilm Jerry Maguire – Spiel des Lebens von 1996 hat Aikman gegen Ende des Films einen kurzen Gastauftritt, gemeinsam mit der deutschen Eiskunstläuferin Katarina Witt.